# Grzegorz Bociek
Grzegorz Bociek (ur. 6 czerwca 1991 w Opocznie) – polski siatkarz, grający na pozycji atakującego. 

## Życiorys
Pochodzi z Sielca. Ukończył III LO im. S. Hojnowskiego w Tomaszowie Mazowieckim. 30 sierpnia 2013 roku zadebiutował w reprezentacji Polski w towarzyskim meczu z Serbią (1:3). Dzień później w drugim spotkaniu towarzyskim zdobył 30 punktów. Dobre występy sprawiły, że Andrea Anastasi postanowił zabrać zawodnika na mistrzostwa Europy, rezygnując z dotychczasowego atakującego Zbigniewa Bartmana.
We wrześniu 2014 roku wykryto u niego nowotwór układu limfatycznego. Z tego powodu siatkarz zawiesił swoją sportową karierę. 2 kwietnia 2015 roku siatkarz poinformował, iż udało mu się pokonać chorobę i wkrótce wrócił do treningów.
Gdy Grzegorz Bociek wyzdrowiał, trener Stéphane Antiga postanowił dać mu szansę i powołał go do szerokiego składu kadry reprezentacji Polski.

### Życie prywatne
Jego młodsza o pięć lat siostra Monika również jest siatkarką oraz reprezentantką Polski.

## Przebieg kariery
| –2010                     | MUKS Tomaszów Mazowiecki     |
| 2010–2012                 | PGE Skra Bełchatów           |
| 2012/2013                 | AZS Częstochowa              |
| 2013–2017                 | ZAKSA Kędzierzyn-Koźle       |
| 2017–2021                 | Aluron Virtu Warta Zawiercie |
| 2021/2022 (do 26.11.2021) | Gwardia Wrocław              |
| 2021–2022                 | Cuprum Lubin                 |

## Sukcesy klubowe
Puchar Polski:
- 2014, 2017

Mistrzostwo Polski:
- 2016, 2017

## Sukcesy reprezentacyjne
Letnia Uniwersjada:
- 2013